# Emléktáblák Hajdúszoboszlón
Hajdúszoboszló szócikkhez kapcsolódó képgaléria, mely helyi, országos vagy nemzetközi hírű személyekkel, valamint épületekkel, műtárgyakkal, helynevekkel és eseményekkel összefüggő emléktáblákat tartalmaz.

## Galéria

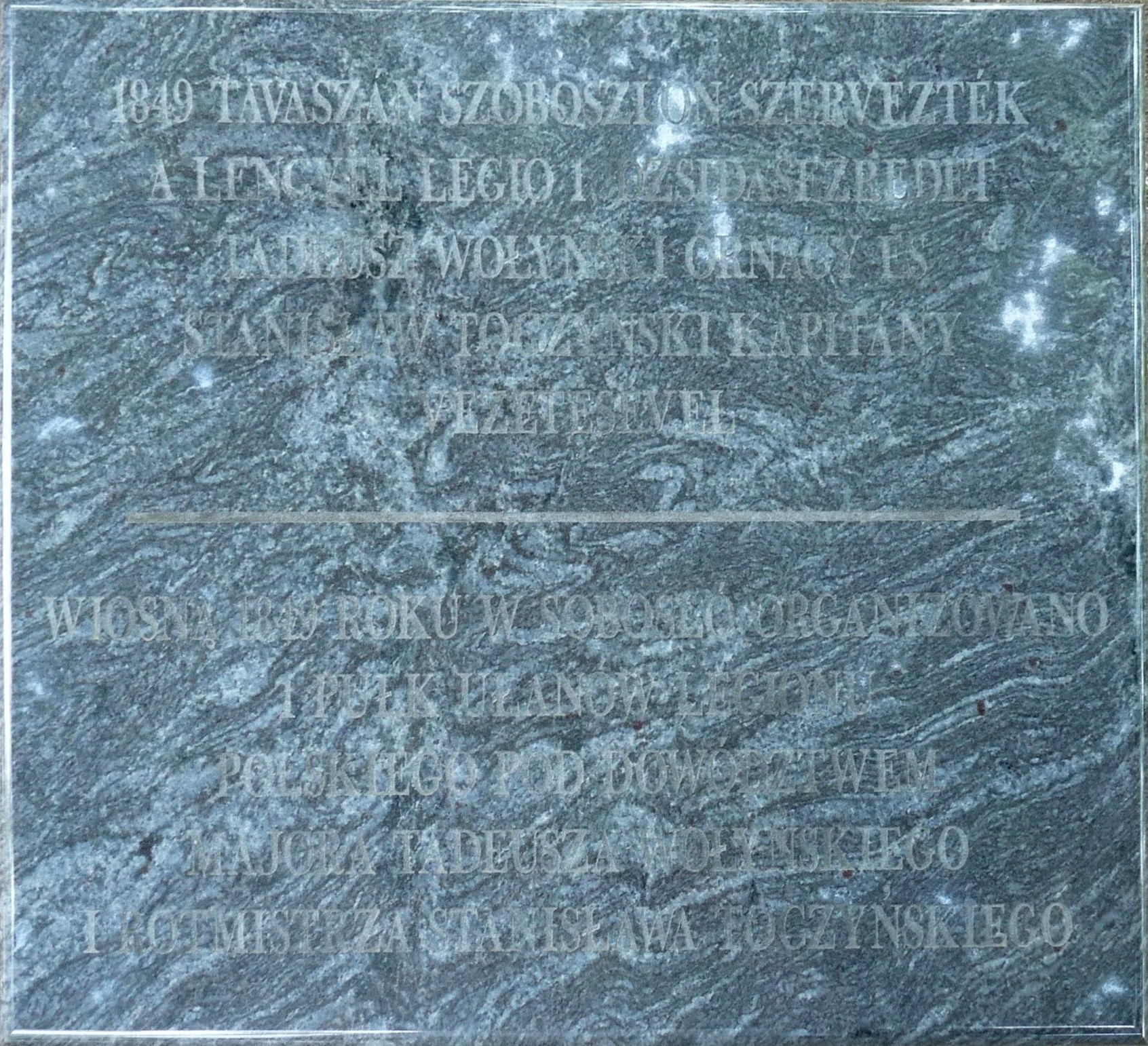
1. lengyel dzsidás ezred, Szent István park
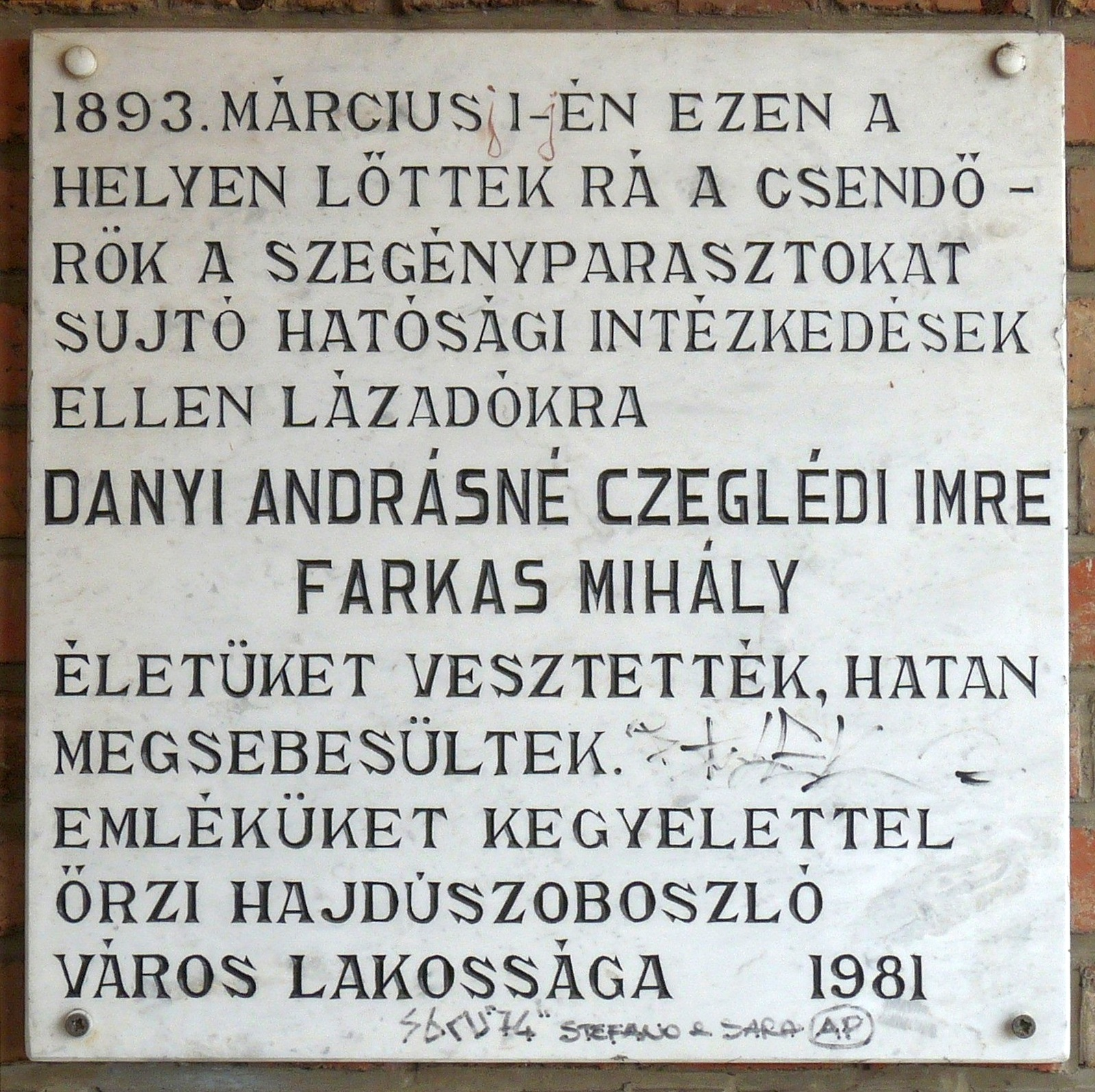
csendőrsortűz áldozatai[1], Hősök tere 19.
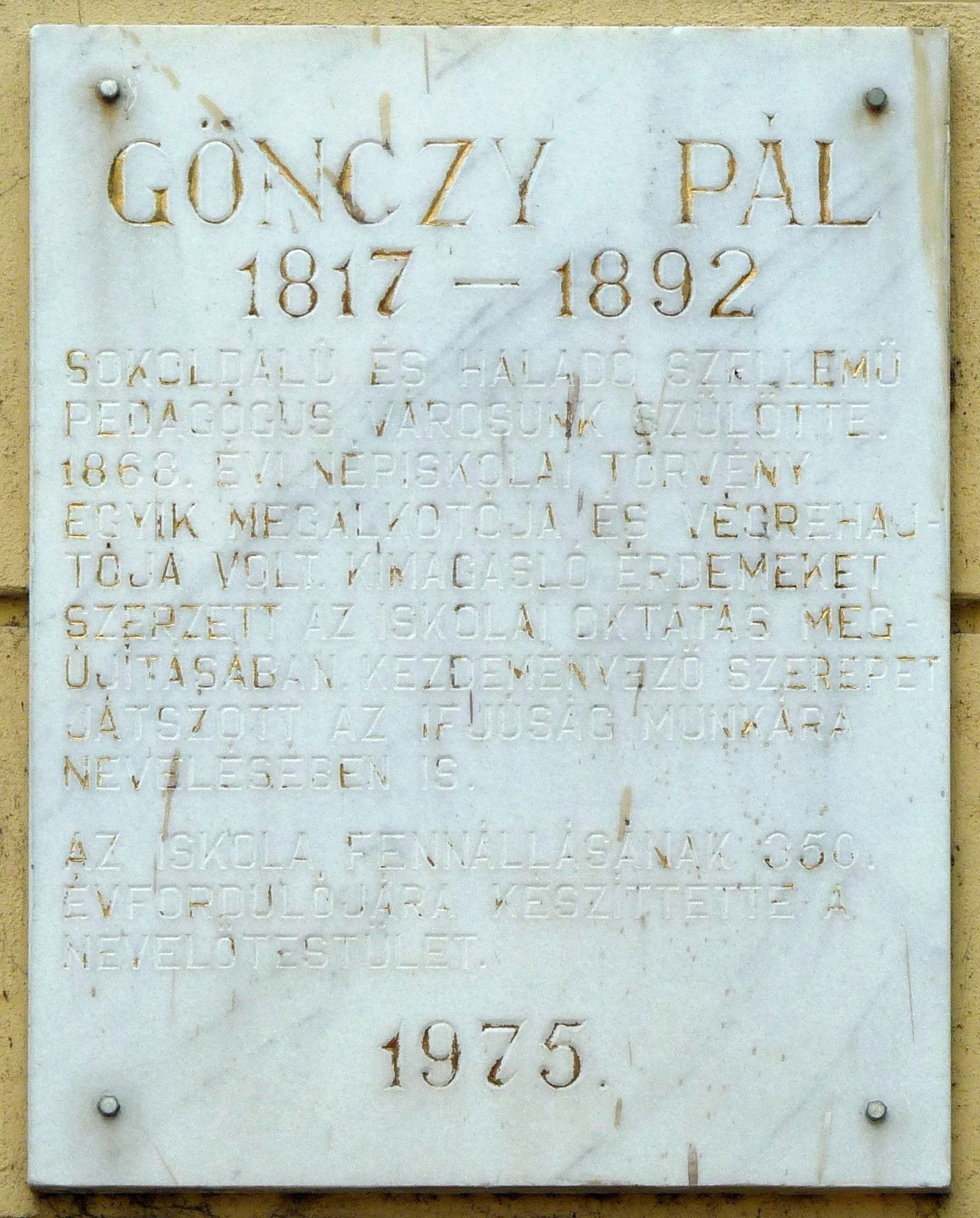
Gönczy Pál, Kálvin tér 7.
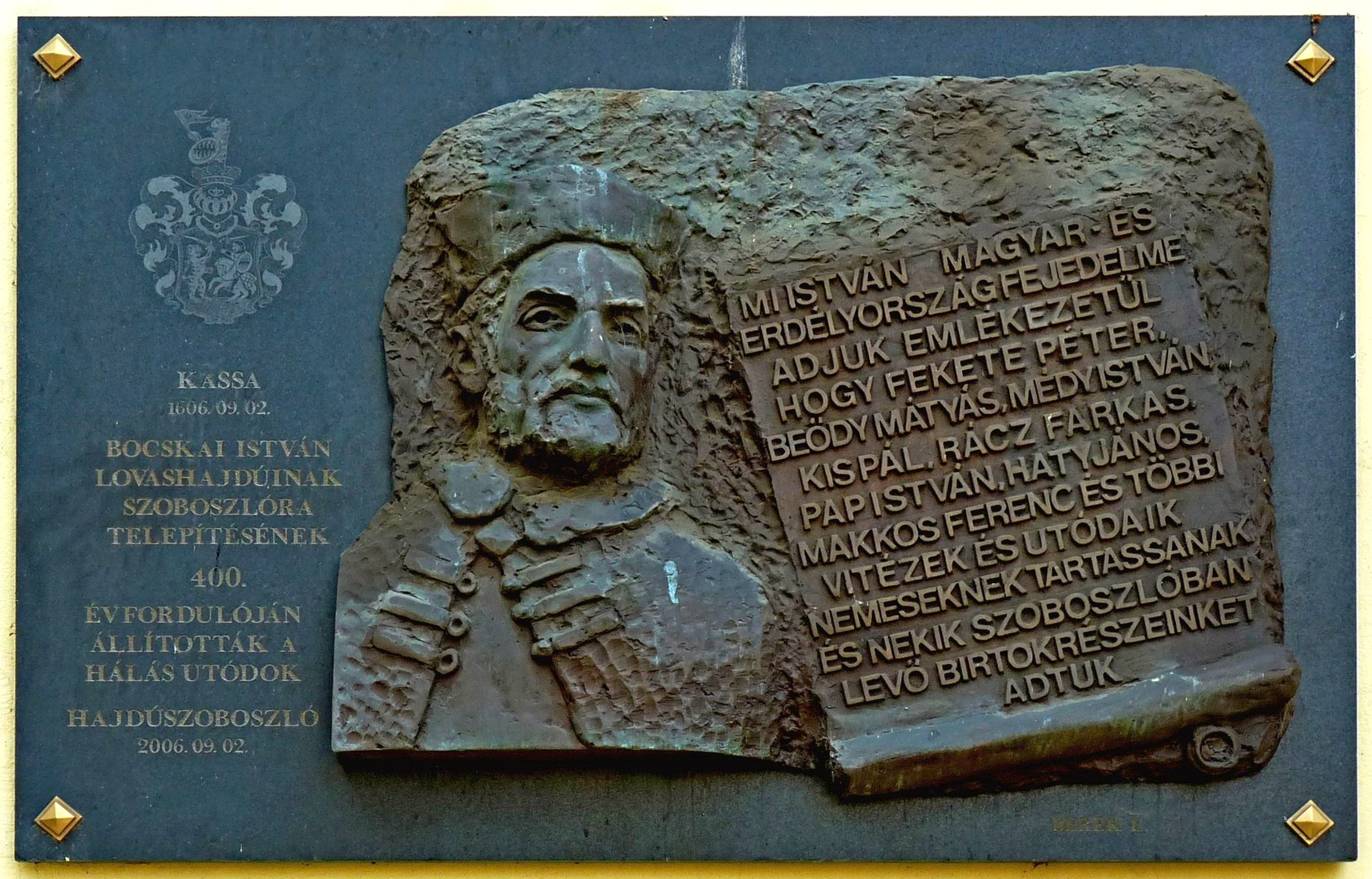
hajdúk letelepítése, Kálvin tér 9.
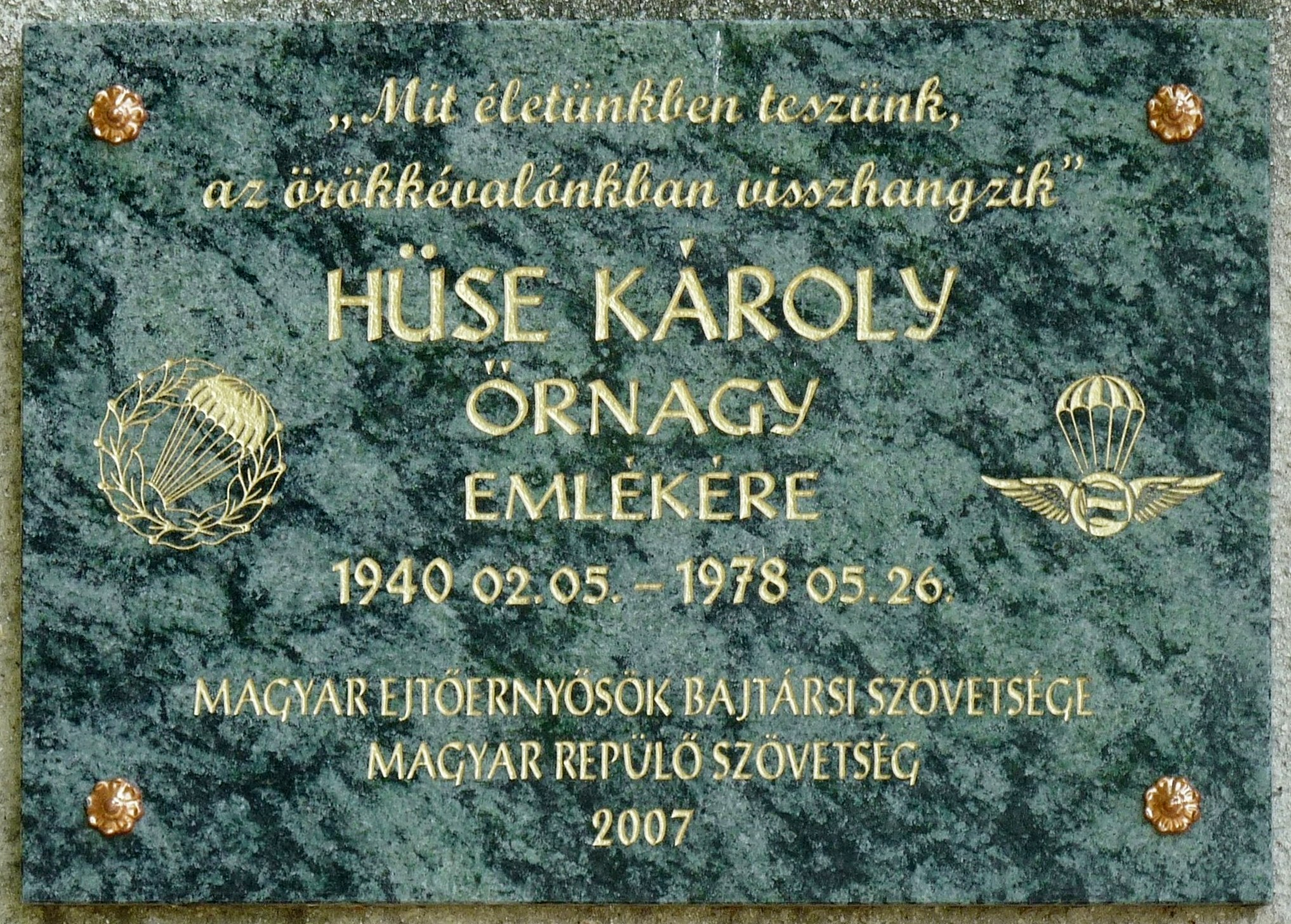
Hüse Károly, Huba utca
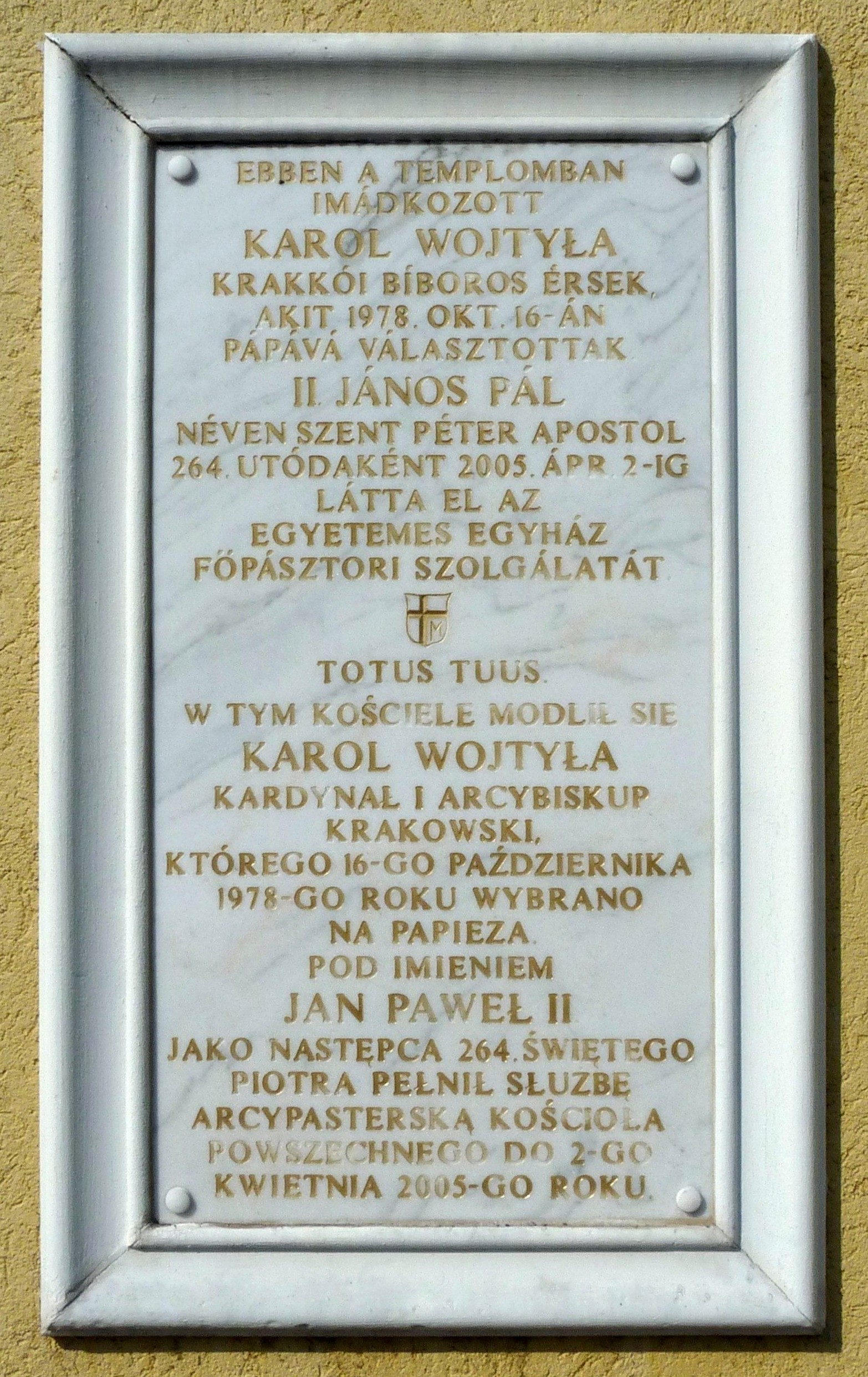
II. János Pál pápa, Bocskai utca 6.
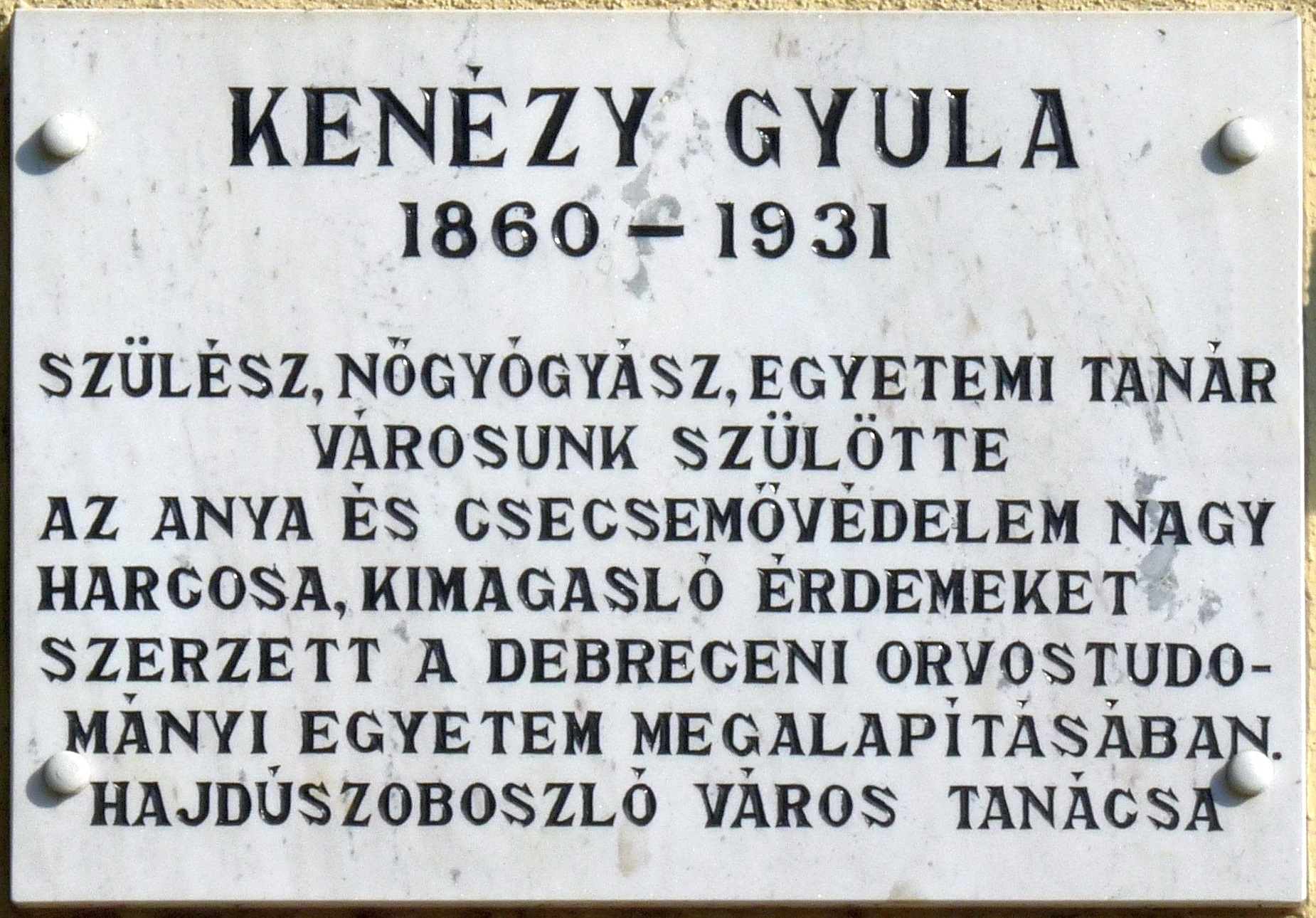
Kenézy Gyula, Szilfákalja utca 1-3.
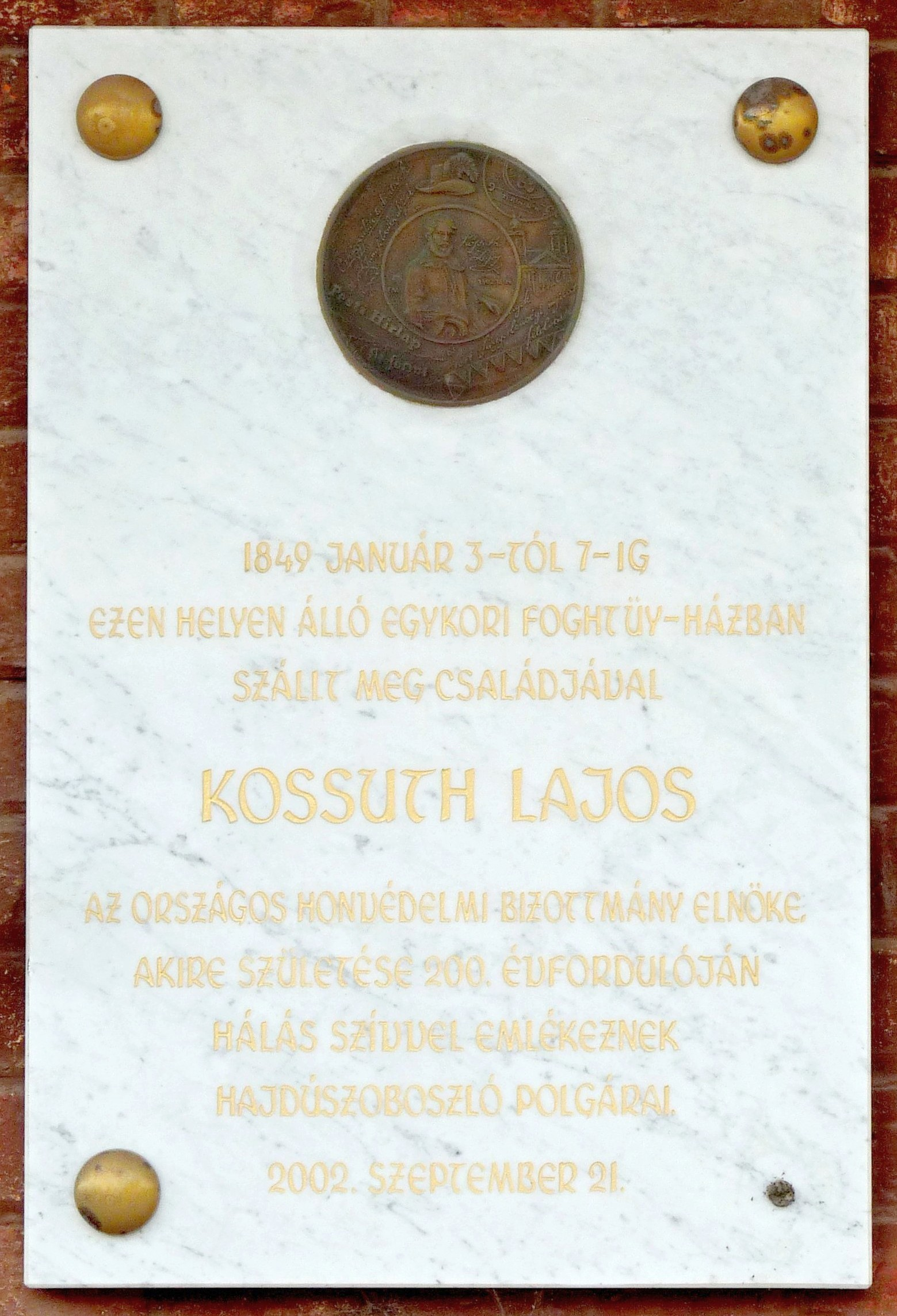
Kossuth Lajos, Hősök tere 19.
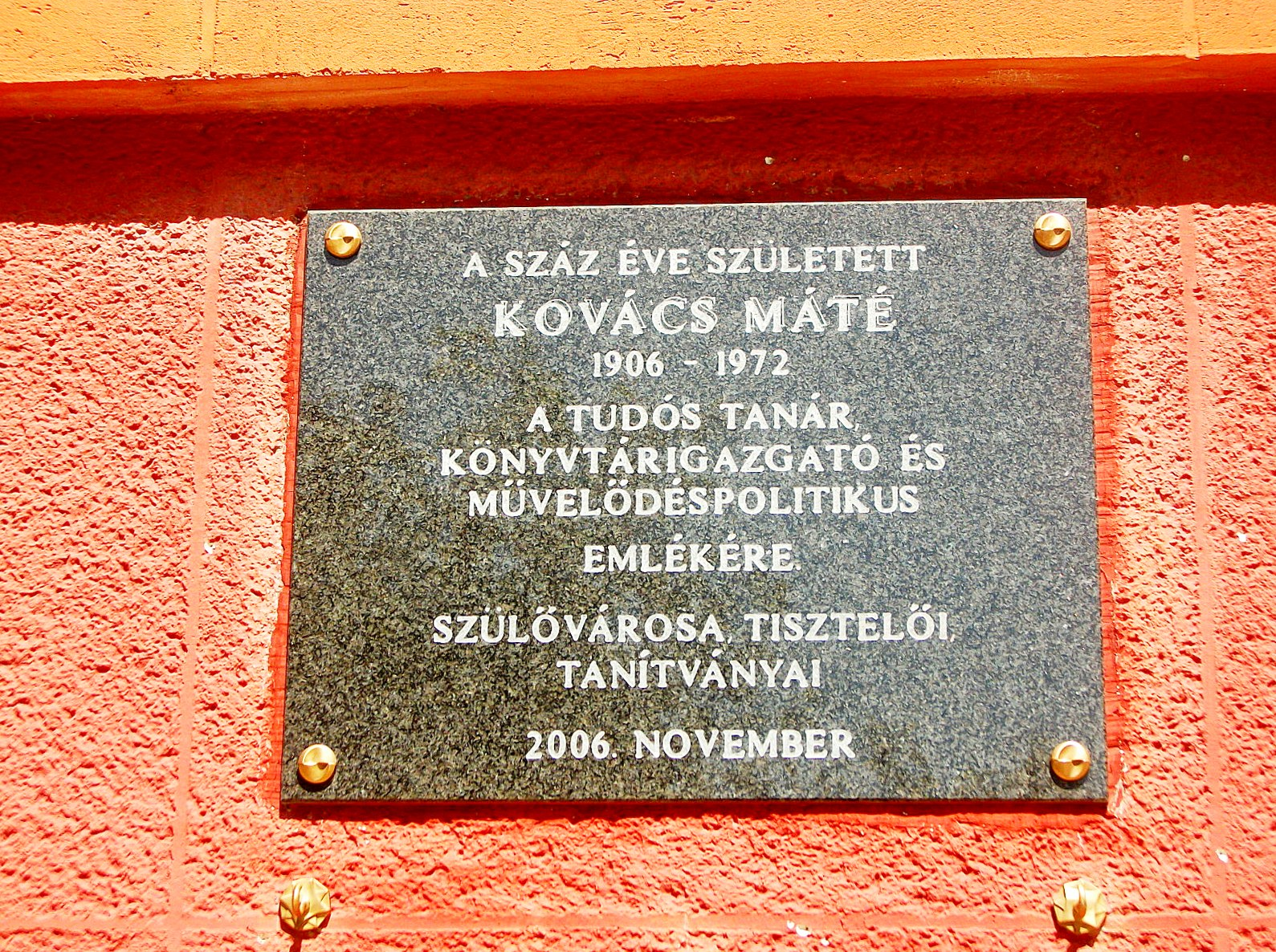
Kovács Máté[2], Szilfákalja utca 2.
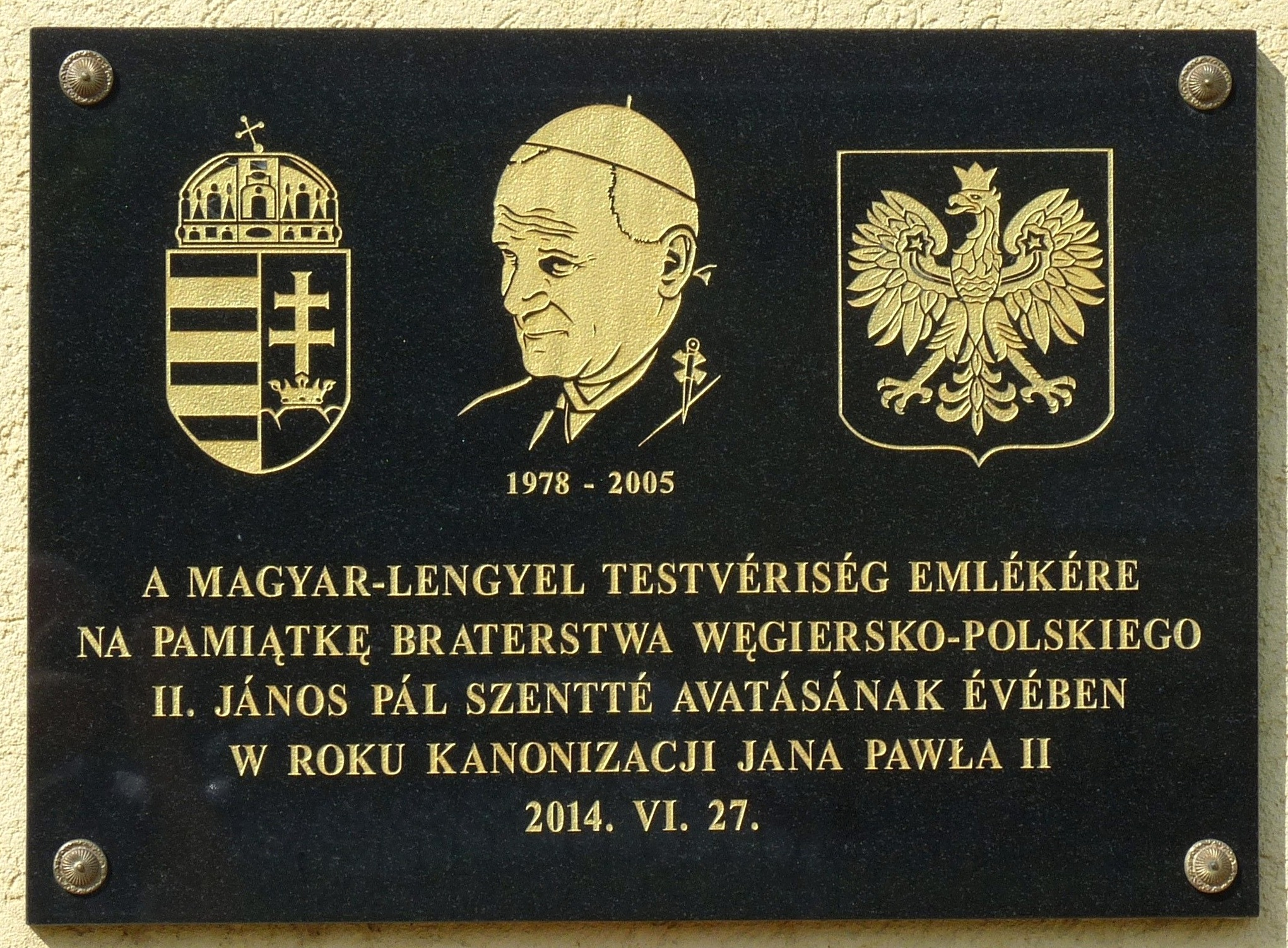
lengyel-magyar testvériség, Bocskai utca 6.
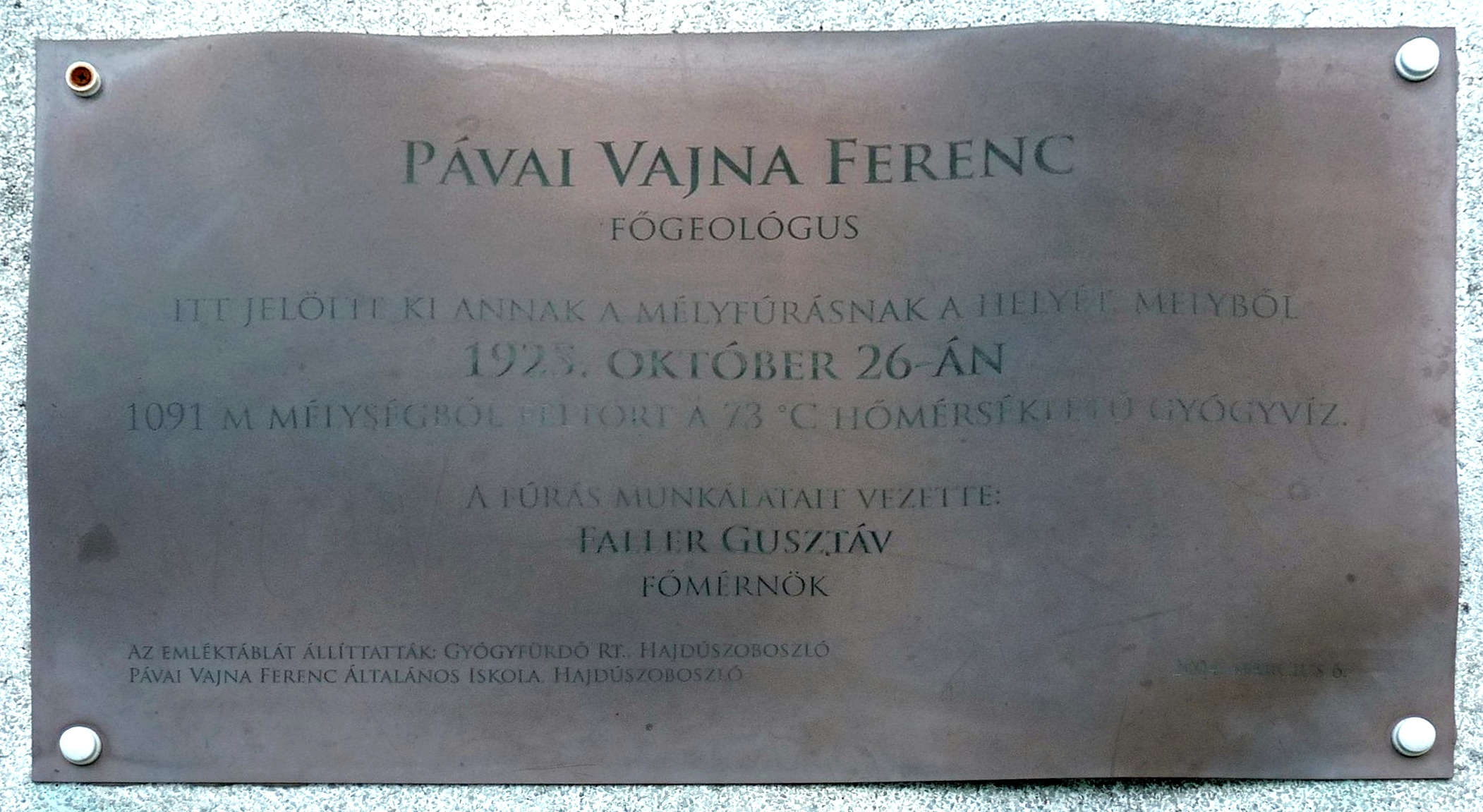
Pávai-Vajna Ferenc, Debreceni útfél 3.
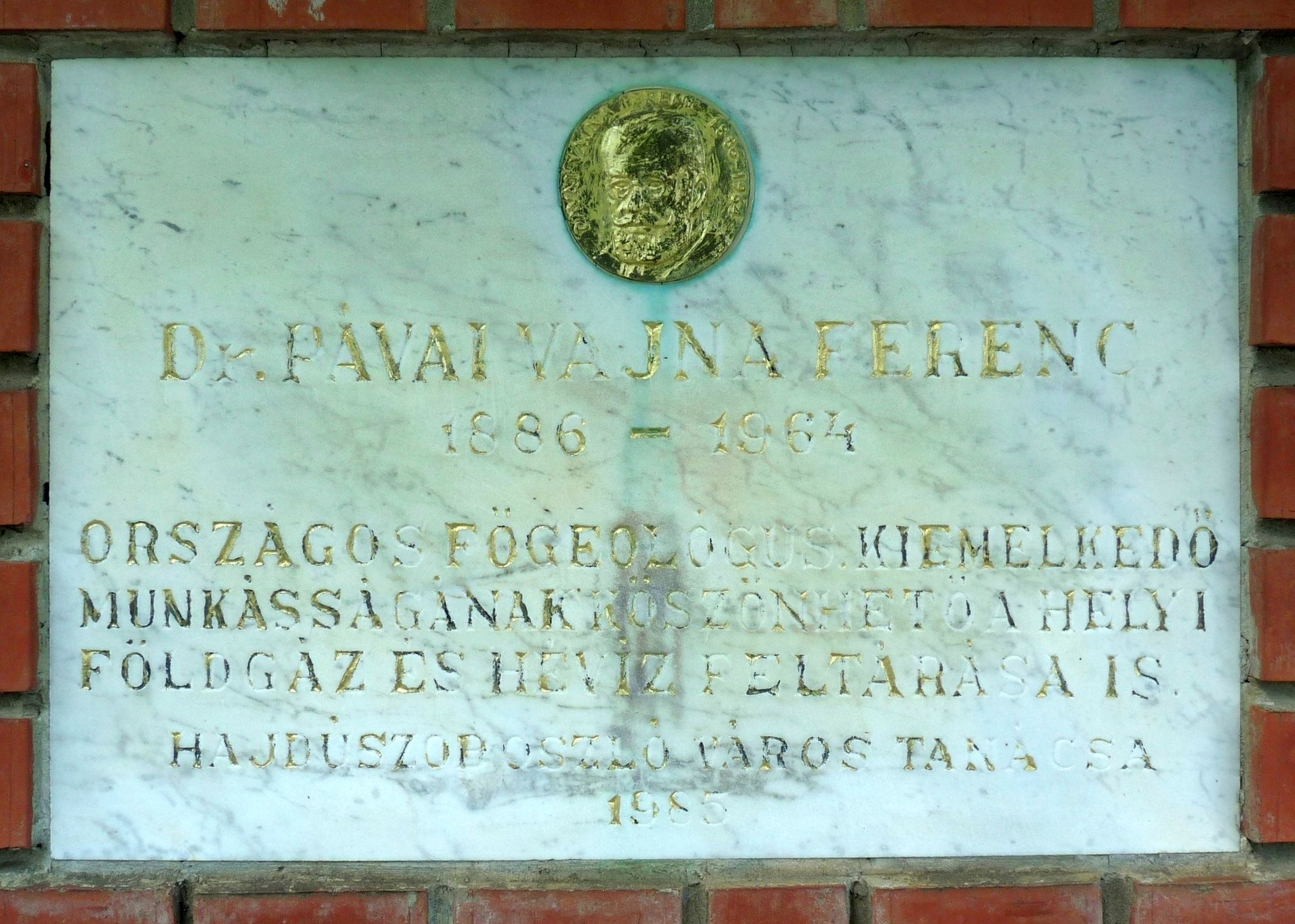
Pávai-Vajna Ferenc, Pávai Vajna utca 51.
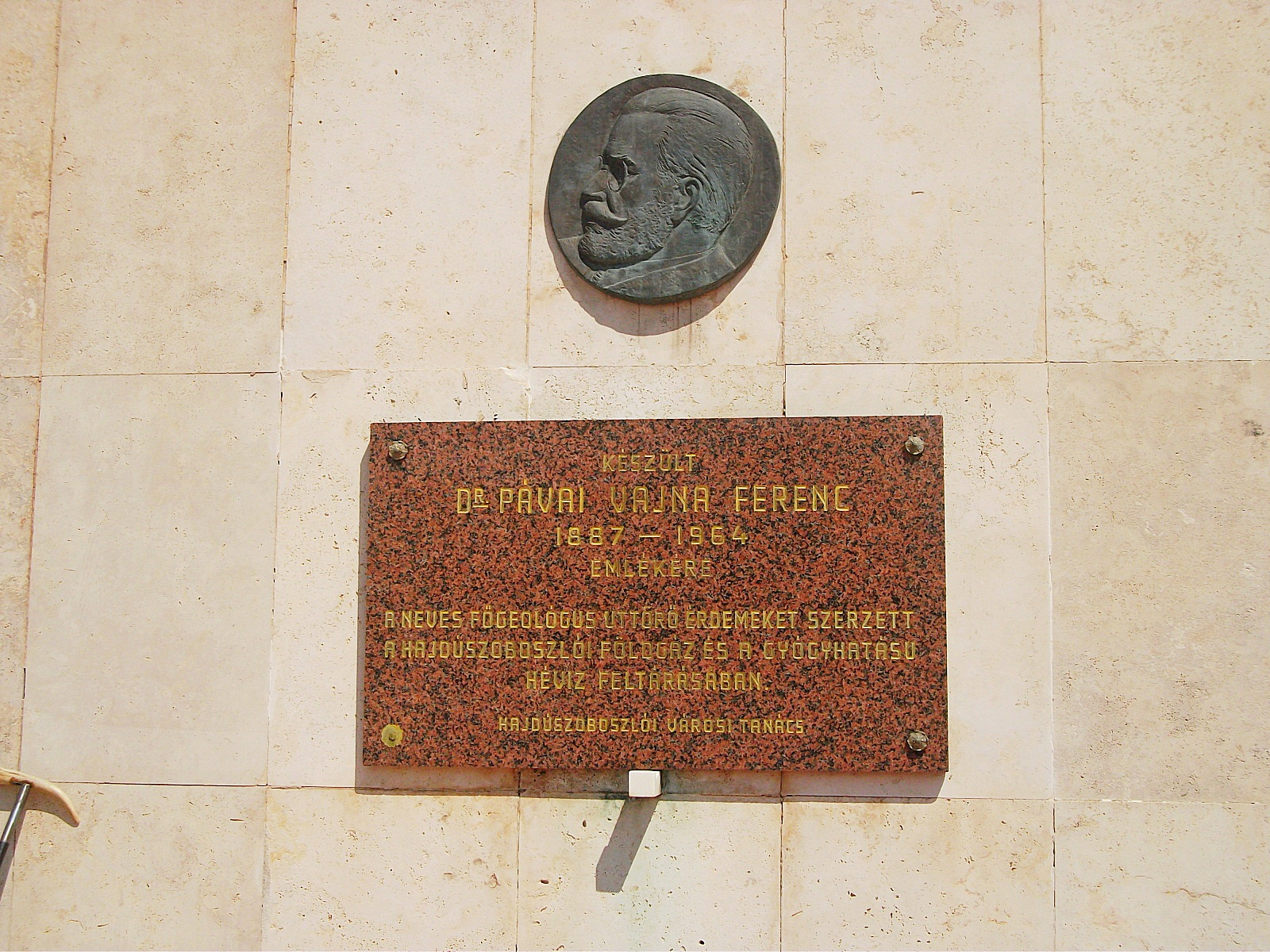
Pávai-Vajna Ferenc[3], Szent István park 1–3.
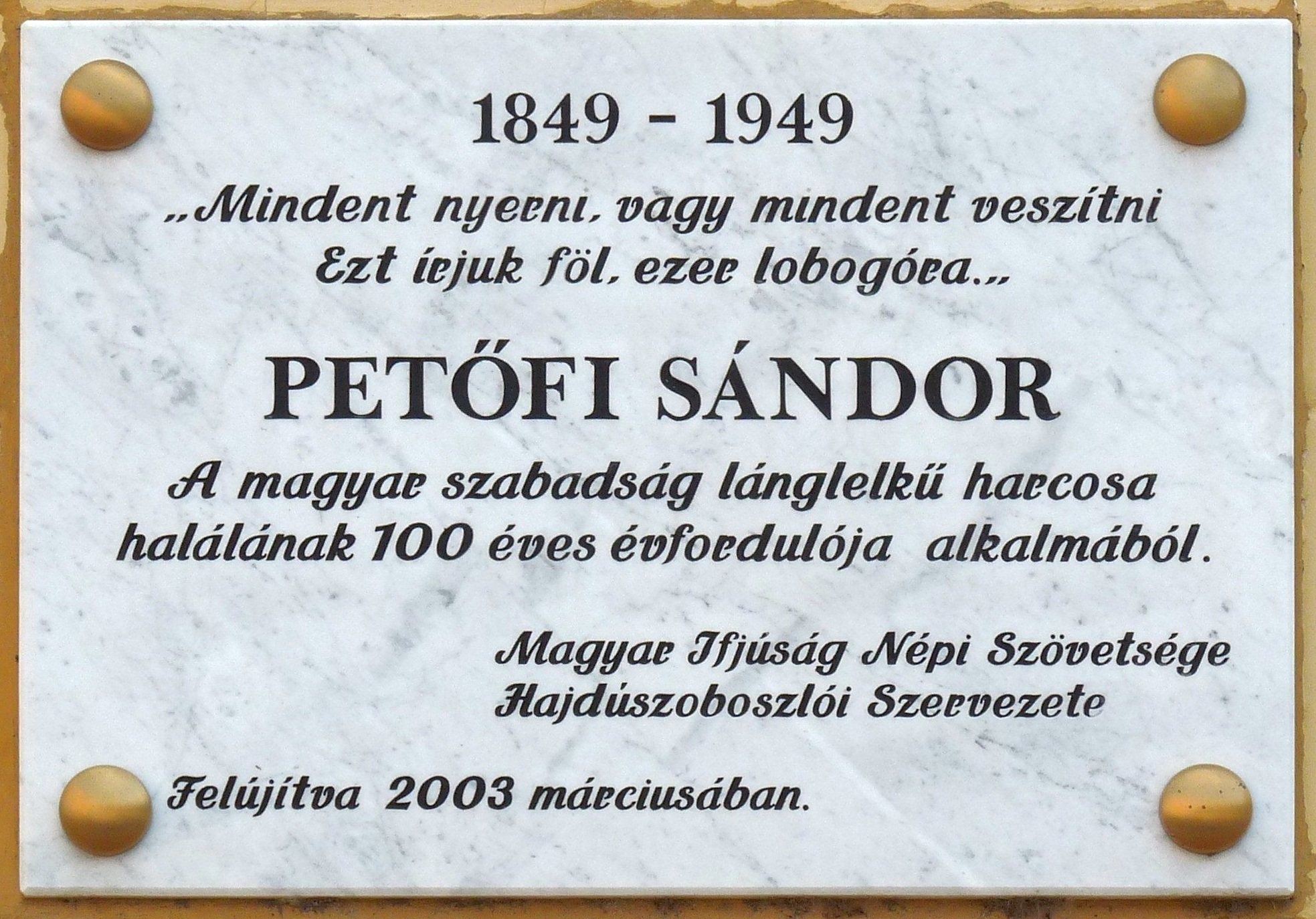
Petőfi Sándor, Hősök tere 1.
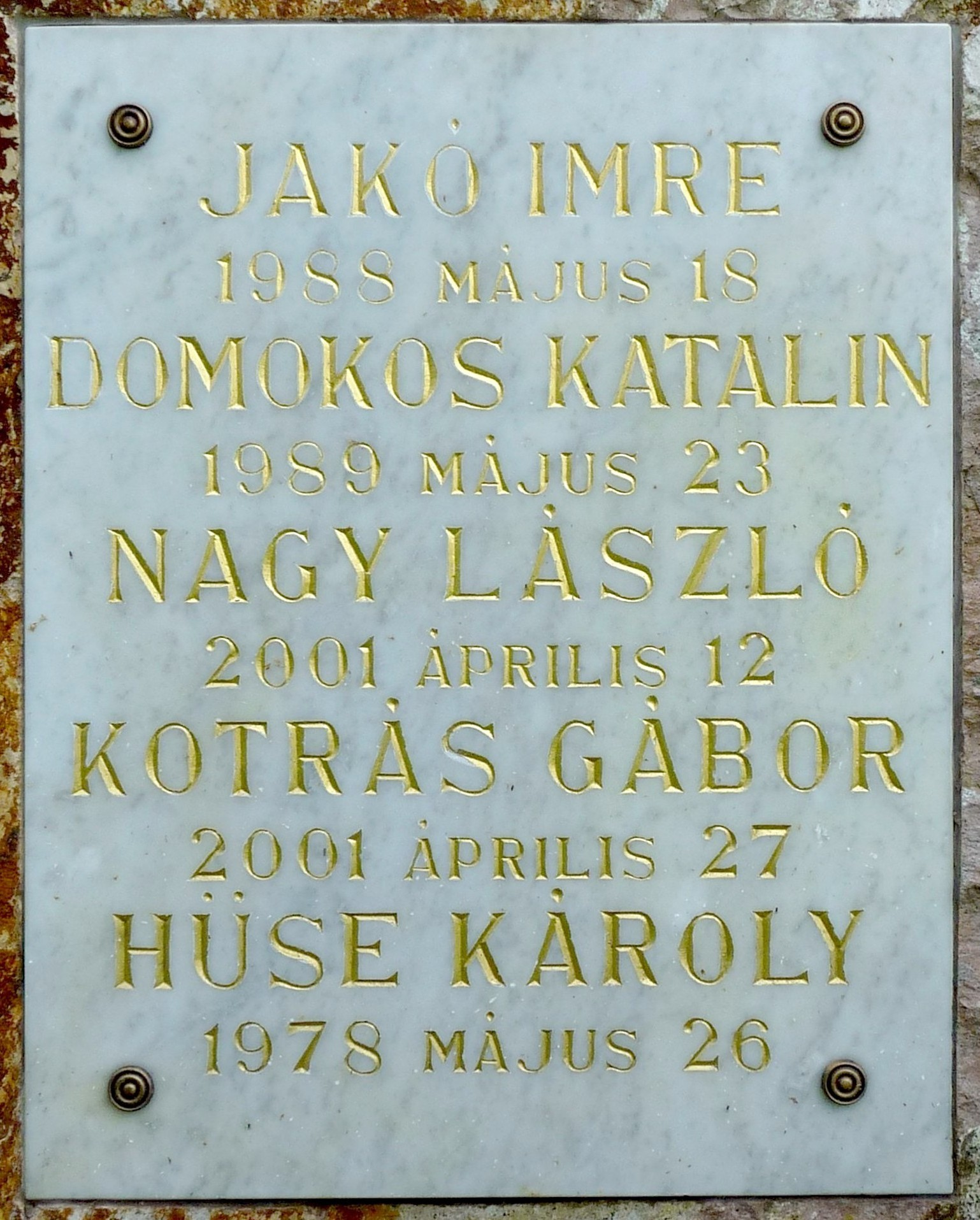
a repülés és ejtőernyőzés helyi áldozatai, Huba utca
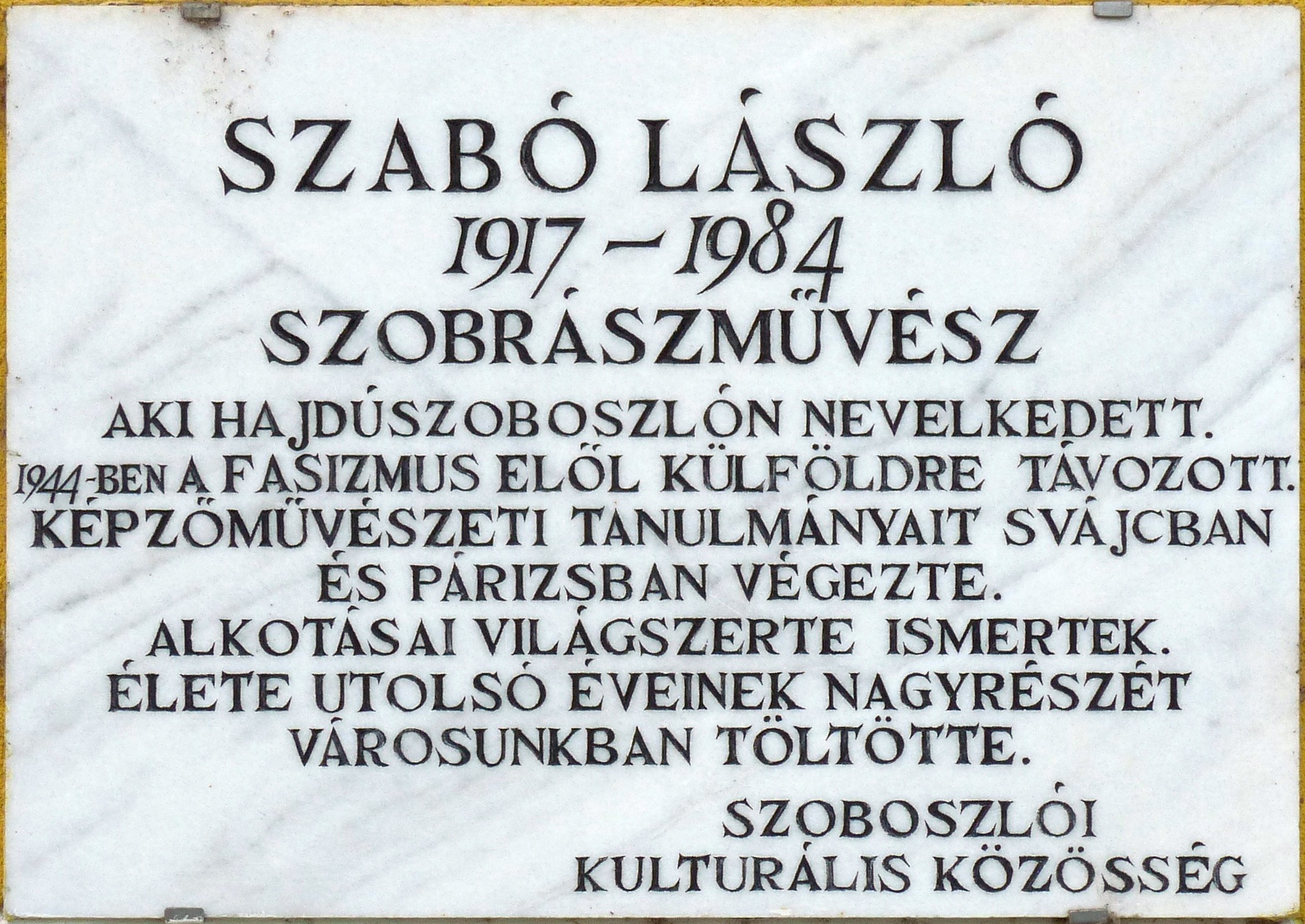
Szabó László, Szabó László zug 1.
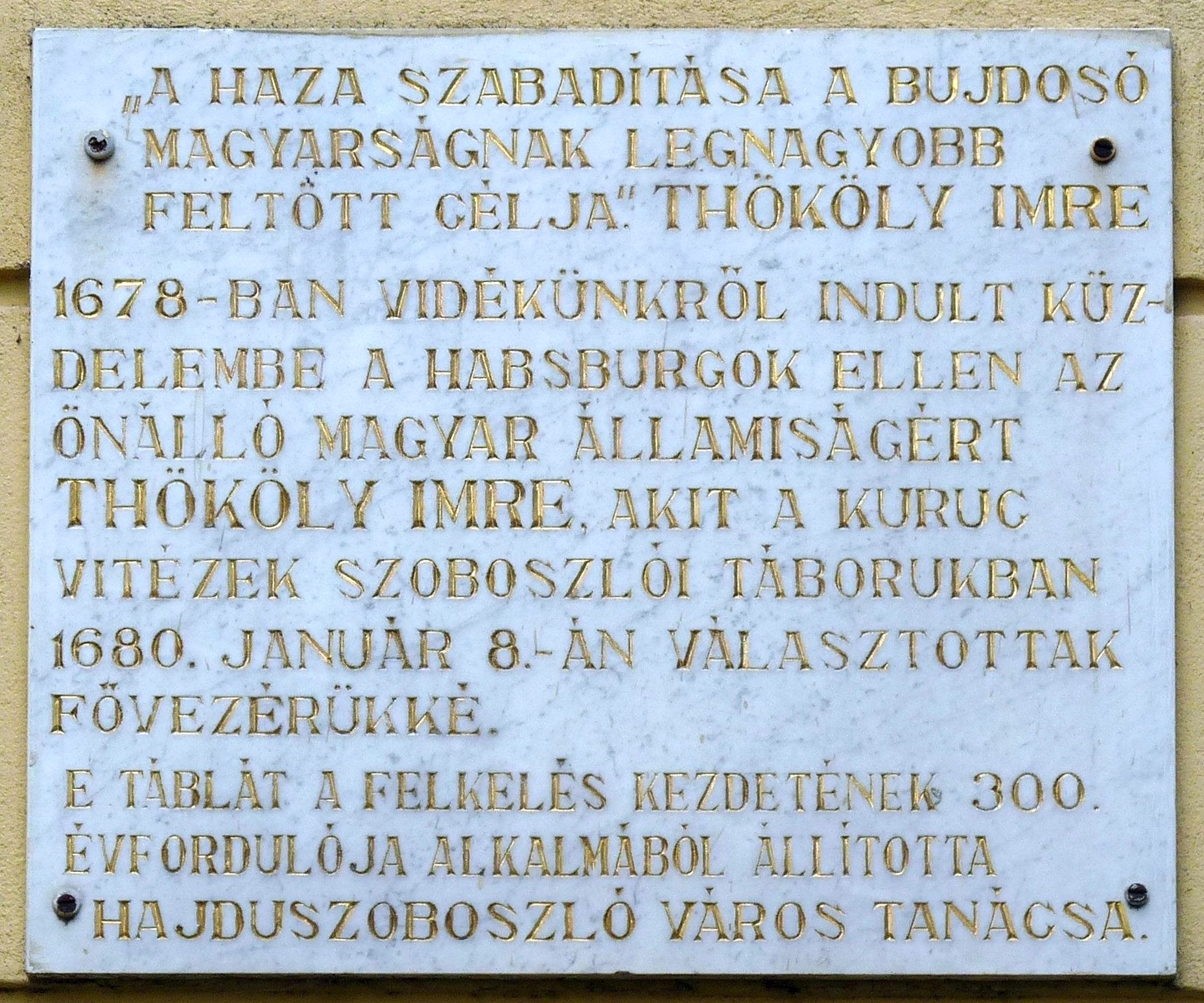
Thököly Imre, Kálvin tér 8.
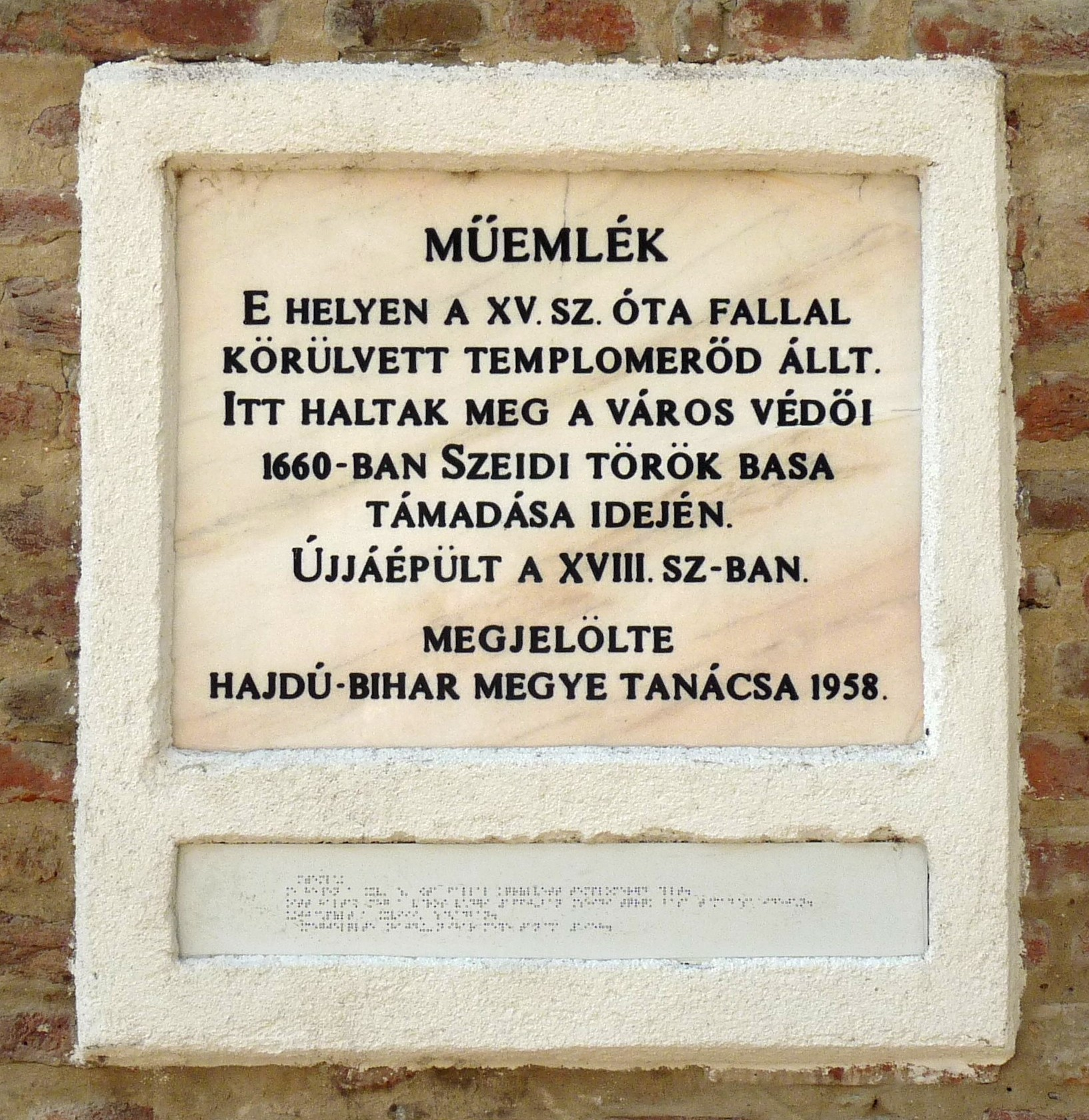
török támadás áldozatai, Kálvin tér 9.
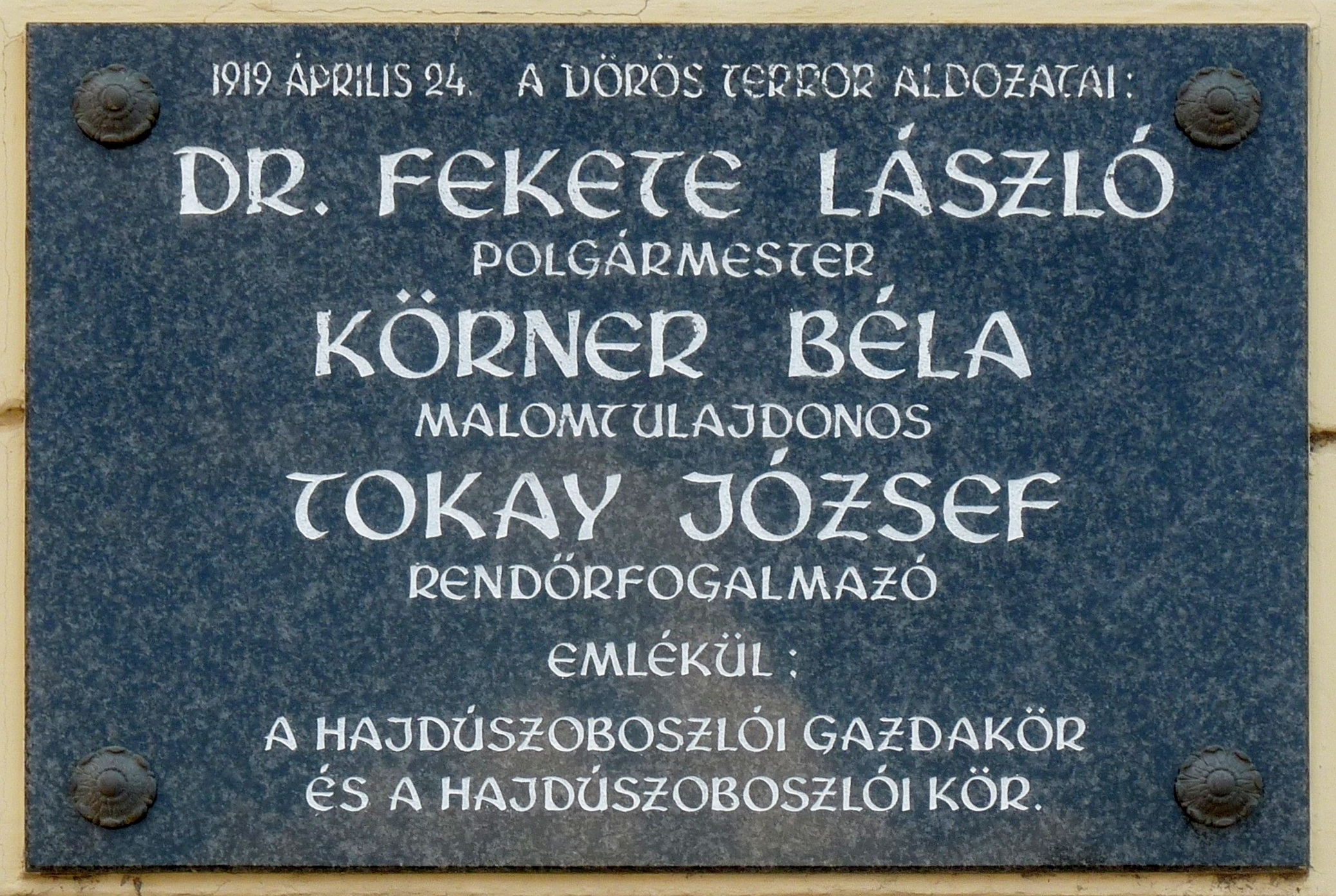
vörösterror áldozatai, Hősök tere 1.

## Utcaindex
| Bocskai utca (6.) II. János Pál pápa, lengyel-magyar testvériség Debreceni útfél (3.) Pávai-Vajna Ferenc Hősök tere (1.) Petőfi Sándor, vörösterror áldozatai (19.) csendőrsortűz áldozatai, Kossuth Lajos Huba utca (–) Hüse Károly, a repülés és ejtőernyőzés helyi áldozatai Kálvin tér (7.) Gönczy Pál (8.) Thököly Imre (9.) hajdúk letelepítése, török támadás áldozatai | Pávai Vajna utca (51.) Pávai-Vajna Ferenc Szabó László zug (1.) Szabó László Szent István park (–)1. lengyel dzsidás ezred (1–3.) Pávai-Vajna Ferenc Szilfákalja utca (1-3.) Kenézy Gyula (2.) Kovács Máté |